# Teatrologie
Teatrologia este o știință interdisciplinară care se ocupă cu studiul teoriei, practicii și istoriei teatrului, al literaturii dramatice și al organizării și conducerii teatrelor, cercetând evoluția modului de reprezentare a spectacolelor teatrale în contextul schimbărilor istorice, sociologice, psihologice și literare. Fiind un domeniu interdisciplinar, teatrologia include, de asemenea, studiul esteticii și semioticii teatrale. Știința s-a dezvoltat în decursul timpului, incluzând, printre altele, la sfârșitul secolului al XX-lea teoria etnografică a teatrului, inițiată de savanta rusă Larisa Ivleva, care a studiat influența culturii populare asupra dezvoltării teatrului rus.

## Listă de teatrologi

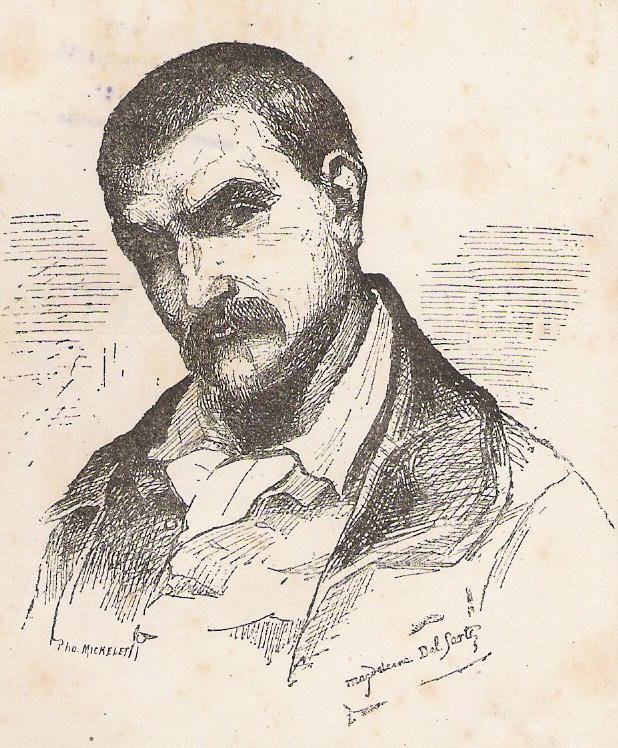
Teatrologul francez François Delsarte

Din cauza caracterului interdisciplinar al acestei științe, teatrologii au o arie de interes care poate varia foarte mult.
- Emil František Burian – scriitor, cântăreț, actor, muzician, compozitor, dramaturg și regizor[4]
- Jovan Ćirilov – filosof, dramaturg și scriitor
- François Delsarte – profesor de actorie și de canto[5]
- Joseph Gregor – istoric teatral și libretist de operă
- John Heilpern – critic teatral și eseist[6]
- Antoine Vitez – actor, regizor și poet[7]